# Simmertal
Simmertal là một đô thị thuộc huyện Bad Kreuznach trong bang Rheinland-Pfalz, phía tây nước Đức. Đô thị Simmertal có diện tích 8,08 km², dân số thời điểm ngày 31 tháng 12 năm 2006 là 2068 người.